# Der Himmel dacht auf Anhalts Ruhm und Glück, BWV 66a
Der Himmel dacht auf Anhalts Ruhm und Glück, BWV 66a és una cantata profana de Johann Sebastian Bach, estrenada a Köthen el 10 de desembre de 1718.

## Origen i context
Aquesta cantata profana, avui perduda, fou escrita a Köthen; en aquesta petita ciutat, amb una cort de confessió calvinista, no es tocaven cantates a l'església, però un parell de cops a l'any, el 10 de desembre per celebrar l'aniversari del Príncep Leopold i per a Cap d'Any, se n'interpretaven de profanes. El text és de Christian Friedrich Hunold, publicat l'any 1719, amb el pseudònim de Menantes, i amb el títol de Serenata. Presenta una forma de diàleg entre la Felicitat (contralt) i la Fama (tenor).
L'obra té vuit números.
1. Recitatiu: Der Himmel dacht' auf Anhalts Ruhm und Glück
2. Ària: Traget ihr Lüffte den Jubel von hinnen
3. Recitatiu (duet): Die Klugheit auf dem Thron zu sehn
4. Ària (duet): Ich weiche nun; ich will der Erden sagen
5. Recitatiu (duet): Wie weit bist du mit Anhälts Götter-Ruhm
6. Ària: Beglücktes Land von süsser Ruh und Stille!
7. Recitatiu (duet): Nun theurer Fürst! der seinen Purpur schmücket
8. Cor: Es strahle die Sonne

## Discografia seleccionada
- J.S. Bach: Cantatas 36a & 66a. Alexander Grychtolik, Mitteldeutsche Hofmusik. Wiebke Lehmkul, Hans Jörg Mammel. (Randeau), 2013.